# 7 Milliarden Andere
7 Milliarden Andere (französisch 7 milliards d’autres) ist eine Reihe von Videos von Yann Arthus-Bertrand. In jedem Video erzählt eine einzelne Person dem Betrachter etwas über ihr Leben, oft in ihrer Muttersprache. Die Homepage des Projektes legt dar, dass seit dem Beginn des Projekts im Jahr 2003 über 6.000 Personen ihren Testimonial für das Projekt aufzeichnen ließen. Laut Arthus-Bertrand ist es Ziel des Projektes, fremden Menschen dabei zu helfen, sich gegenseitig zu verstehen, indem sie einander zuhören. Das Projekt wurde ursprünglich 6 Milliarden Andere genannt, inzwischen aber in 7 Milliarden Andere umbenannt.